# Poolse presidentsverkiezingen 1990
De Poolse presidentsverkiezingen van 1990 waren de eerste verkiezingen waarin de Polen een president konden kiezen. Voordien was de president altijd gekozen door de Nationale Vergadering, ofwel de leden van beide huizen van het Poolse parlement (de Sejm en de Senaat). De eerste ronde van de verkiezingen vonden plaats op 25 november 1990 en de tweede op 9 december van dat jaar.

## Kandidaten
Aan de eerste ronde van de presidentsverkiezingen werd deelgenomen door zes kandidaten:
- Roman Bartoszcze (1946) – boer, voorzitter van de Poolse Boerenpartij (PSL) en sinds 1989 lid van de Sejm. In tegenstelling tot de meeste van zijn partijgenoten was hij niet afkomstig uit de voormalige blokpartij ZSL, maar uit Boerensolidariteit (Solidarność RI).
- Włodzimierz Cimoszewicz (1950) – gepromoveerd jurist, voormalig universitair docent en sinds 1985 eigenaar van een landbouwbedrijf. Hij kwam voort uit de Poolse Verenigde Arbeiderspartij (PZPR), maar had zich in 1990 niet aangesloten bij de post-communistische Sociaaldemocratie van de Republiek Polen (SdRP).
- Tadeusz Mazowiecki (1927-2013) – oorspronkelijk jurist, journalist en schrijver, sinds 1989 de zittende premier van Polen. Hij kwam voort uit het vrije vakverbond Solidariteit en was in de jaren 1961-1972 lid van de Sejm geweest namens de katholieke blokpartij Znak. Mazowiecki werd gesteund door de partij ROAD.
- Leszek Moczulski (1930), jurist, historicus, journalist en oud-dissident, was voorzitter van de Confederatie voor een Onafhankelijk Polen (KPN), een reeds in 1979 opgerichte nationalistische en fel anti-communistische partij, die teruggreep op het gedachtegoed van Józef Piłsudski.
- Stanisław "Stan" Tymiński (1948) – een uit Canada afkomstige zakenman.
- Lech Wałęsa (1943) – elektricien, Nobelprijswinnaar en sinds 1980 voorzitter van het vrije vakverbond Solidariteit. Hij werd gesteund door de Centrumalliantie van de gebroeders Lech en Jarosław Kaczyński.

Andere kandidaten hadden niet de vereiste 100.000 handtekeningen weten binnen te halen.

## Verloop
In de aanloop van de eerste ronde werd er een felle campagne gevoerd tussen de twee koplopers in de verkiezingen, Wałęsa en Mazowiecki. De flamboyante vakbondsleider Wałęsa voerde een sterk populistisch getinte campagne, waarin de "intellectuelen" rondom Mazowiecki het moesten ontgelden. Voor veel Polen was hij een nationale held, die voor hen de hoop op een betere toekomst belichaamde, maar hij werd aan de andere kant ook gewantrouwd om zijn onvoorspelbare gedrag. Mazowiecki daarentegen had als premier veel gezag verworven; hij genoot de reputatie van een bekwame en integere, maar ook enigszins saaie bruggenbouwer.
Dat Wałęsa in de eerste ronde ca. 40% van de stemmen zou halen, lag in de lijn der verwachting. Het kwam echter als een totale verrassing dat Mazowiecki een verpletterende nederlaag leed en werd voorbijgestreefd door de volkomen onbekende zakenman Tymiński, die met ruim 23% van de stemmen de tweede plaats behaalde. Laatstgenoemde was een volstrekte buitenstaander, die duidelijk wist te profiteren van zijn imago van Pool die het in het buitenland had gemaakt. Zijn verkiezingsboodschap, die erop neerkwam dat hij beloofde iedereen snel net zo welvarend te zullen maken als hijzelf, sloeg aan bij veel mensen die onder de verslechterende economische toestand te lijden hadden.
Omdat bij de eerste ronde geen enkele kandidaat een absolute meerderheid had behaald, moest er op 9 december een tweede ronde komen. Wałęsa, die ditmaal ook de steun genoot van de meeste van zijn tegenkandidaten in de eerste ronde, behaalde ruim 74% van de stemmen. Tymiński haalde minder stemmen dan in de eerste ronde.
Op 22 december volgde Wałęsa Wojciech Jaruzelski op als president van Polen. Mazowiecki diende na zijn nederlaag zijn ontslag in en trad op 4 januari 1991 af als premier. Tymiński richtte na de verkiezingen een eigen partij op, Partij X, die echter nooit een rol van betekenis heeft gespeeld. Bij de presidentsverkiezingen van 1995 lukte het hem niet de vereiste 100.000 handtekeningen te behalen, waarop hij naar Canada terugkeerde. Bij de presidentsverkiezingen van 2005 was hij wederom kandidaat, maar behaalde slechts 0,16% van de stemmen.

## Uitslag
| Kandidaat                      | Kandidaat                      | Partij                                           | Eerste ronde | Eerste ronde | Tweede ronde | Tweede ronde |
| Kandidaat                      | Kandidaat                      | Partij                                           | Stemmen      | %            | Stemmen      | %            |
| ------------------------------ | ------------------------------ | ------------------------------------------------ | ------------ | ------------ | ------------ | ------------ |
|                                | Lech Wałęsa                    | partijloos gesteund door PC (NSZZ "Solidarność") | 6 569 889    | 39,96%       | 10 622 696   | 74,25%       |
|                                | Stanisław Tymiński             | partijloos                                       | 3 797 605    | 23,10%       | 3 683 098    | 25,75%       |
|                                | Tadeusz Mazowiecki             | partijloos gesteund door ROAD                    | 2 973 364    | 18,08%       | —            | —            |
|                                | Włodzimierz Cimoszewicz        | partijloos gesteund door SdRP                    | 1 514 025    | 9,21%        | —            | —            |
|                                | Roman Bartoszcze               | PSL                                              | 1 176 175    | 7,15%        | —            | —            |
|                                | Leszek Moczulski               | KPN                                              | 411 516      | 2,50%        | —            | —            |
| Ongeldig/blanco                | Ongeldig/blanco                | Ongeldig/blanco                                  | 259 526      | —            | 344 243      | —            |
| Totaal                         | Totaal                         | Totaal                                           | 16 702 000   | 100,00%      | 14 650 037   | 100,00%      |
| Geregistreerde kiezers/opkomst | Geregistreerde kiezers/opkomst | Geregistreerde kiezers/opkomst                   | 27 545 625   | 60,63%       | 27 436 078   | 53,40%       |